# Alcubillas
Alcubillas è un comune spagnolo di 690 abitanti situato nella comunità autonoma di Castiglia-La Mancia.